# Tiếng Baure
Tiếng Bauré là một ngôn ngữ Arawak gần như đã tuyệt chủng, được nói bởi chỉ 40 trong số khoảng một nghìn người Baure thuộc vùng Beni phía tây bắc Magdalena, Bolivia. Một phần Kinh Thánh đã được dịch sang Baure. Phần lớn người biết tiếng này đang có xu hướng chuyển sang dùng tiếng Tây Ban Nha.
Baure có cú pháp active–stative.